# Ferme de la Grange du Clou
La ferme de la Grange du Clou est une ferme située à Saint-Cyr-sur-Menthon, en France.

## Présentation
Appartenant au conseil communautaire de la Veyle, la ferme est située dans le département français de l'Ain, sur la commune de Saint-Cyr-sur-Menthon. Elle est caractéristique des locateries bressanes que sont des petites propriétés agricoles.

## Histoire
La ferme date du XVIe siècle. La maison est construite au début du siècle et des extensions y sont ajoutées et les XVIIe et XVIIIe siècles. Le siècle suivant est marqué par la construction d'une extension au sud du bâtiment, faite en pisé.
L'édifice, comprenant le corps de ferme, le puits et son bâtiment annexe, est classé au titre des monuments historiques en 1994.
Entre 2002 et 2004, le bâtiment fait l'objet d'une restauration.
En mars 2022, le conseil départemental alors propriétaire de la ferme, la cède à la communauté de communes de la Veyle.

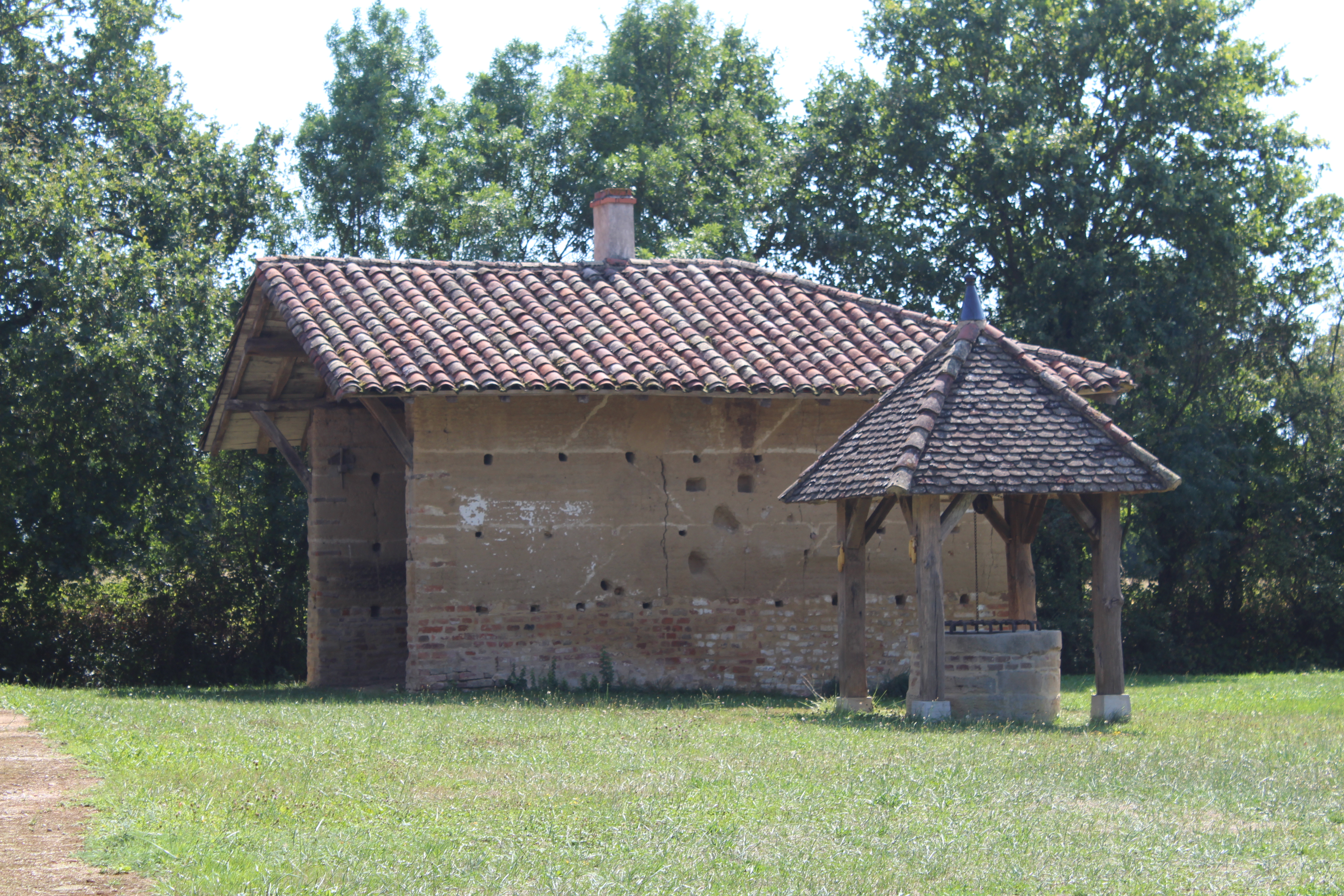
Bâtiment annexe et puits.
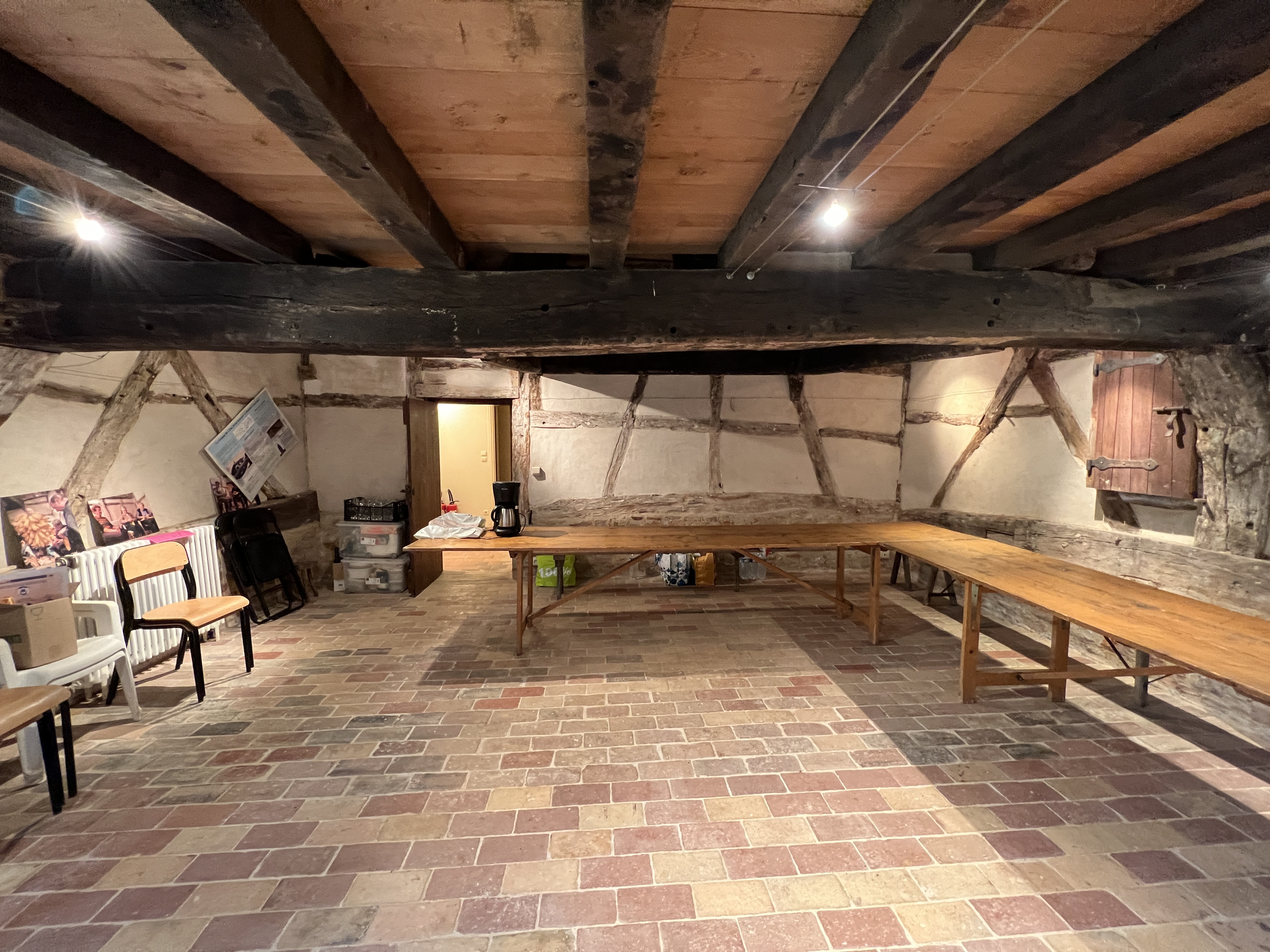
Pièce principale de la ferme.
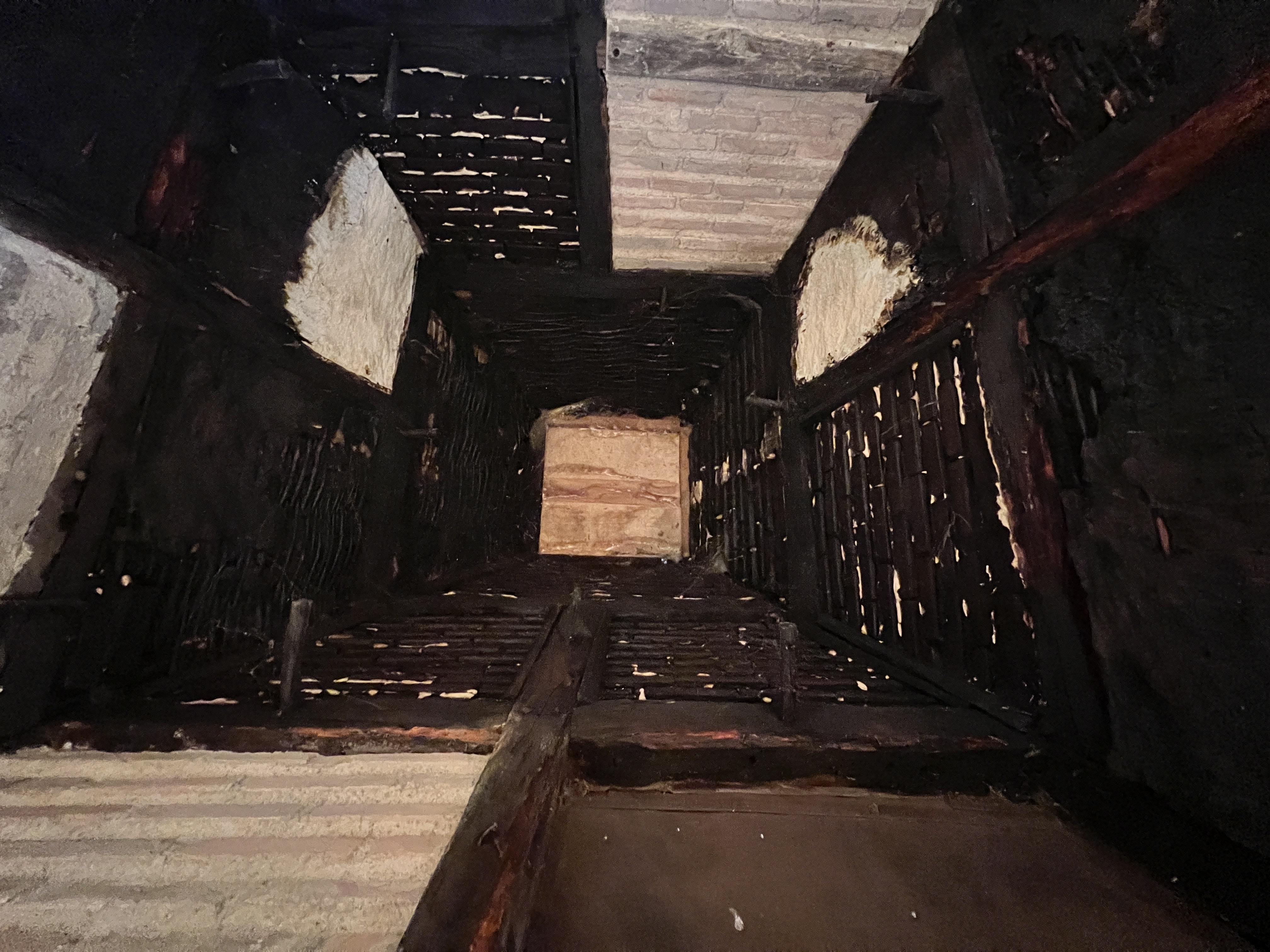
Base de la cheminée sarrasine.
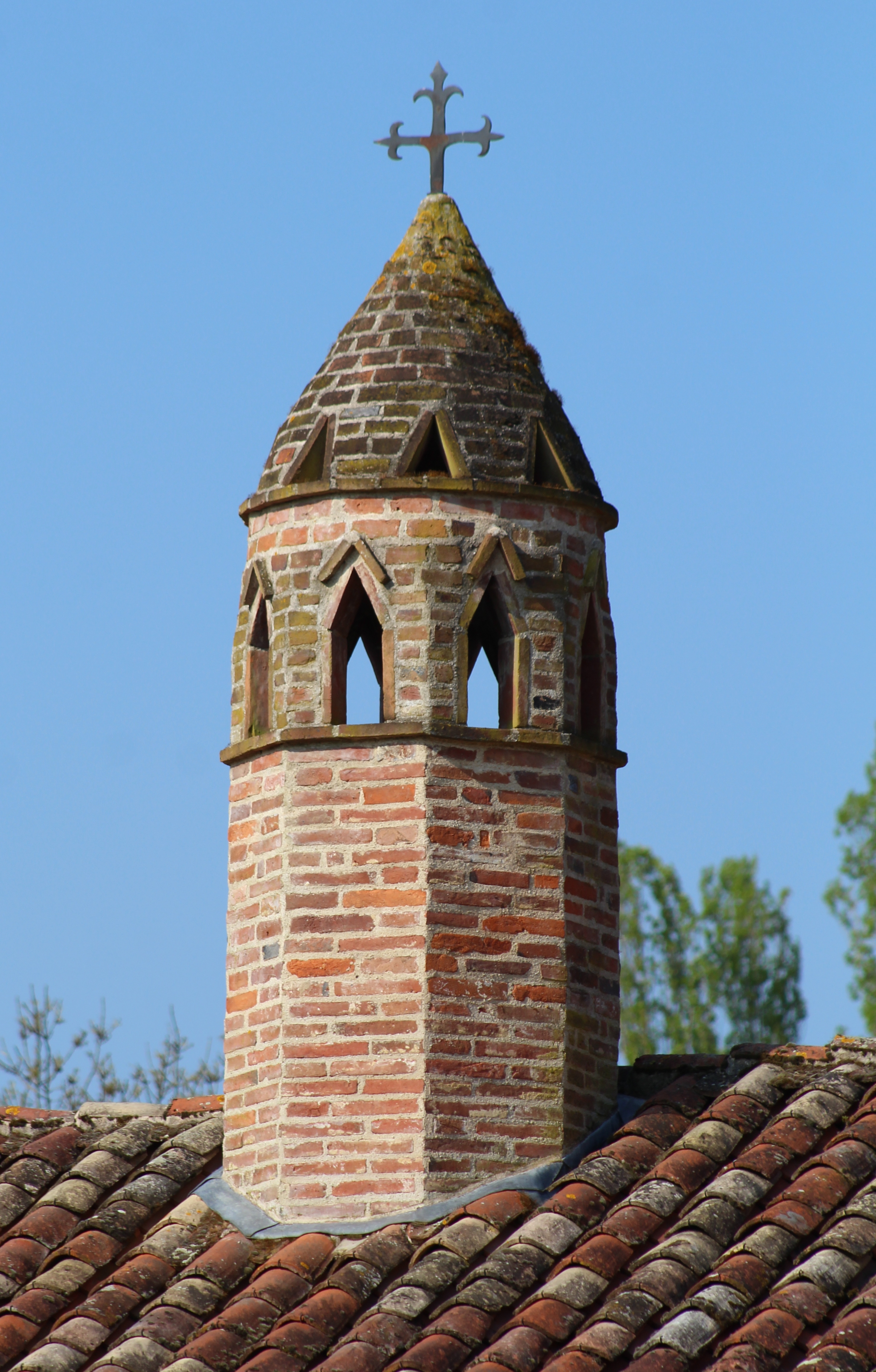
Mitre de la cheminée sarrasine.